# Барбашин, Иван Иванович
Князь Иван Иванович Барбашин († 1541) — голова, воевода, наместник и боярин во времена правления Василия III Ивановича и Елены Васильевны Глинской при малолетнем Иване IV Васильевиче Грозном.
Из княжеского рода Барбашины. Младший сын родоначальника князя Ивана Александровича Суздальского по прозванию Барбаш. Имел братьев, князей: в 1495 году постельничих Михаила и Владимира и известных по родословным Фёдора и Бориса Ивановичей.

## Биография

### Служба Василию III
В 1521 году сперва голова, а потом находился в числе прочих воевод у Серпухова, когда крымский хан Мухаммед-Герей переправился через Оку и пошёл к Москве.
В 1526 году послан первым воеводой Сторожевого полка судовой рати под Казань.
В 1527 году третий воевода в Коломне, откуда был направлен "на Унжю". В этом же году прибавочный береговой воевода, откуда отправлен на Сенькин перевоз первым воеводой против крымского хана.
В 1528 году первый воевода на Унже.
В 1529 году вновь стоял "на Сенкене", а после роспуска "больших" воевод от Каширы, оставлен 2-м воеводою.
В 1529 году пожалован чином боярин, вновь отправлен первым воеводой на Сенькин брод, откуда отправлен первым воеводою Большого полка к Казани сухим путём. В этом же году второй воевода в Кашире, откуда отправлен первым воеводою на Унжу.
В 1530 году отправлен первым воеводою судовой рати со сторожевым полком в Казань.В июле этого же года соединясь с войсками прибывших по суше, разбил близ городского предместья казанских татар и их союзников. Взяли крепость на реке Булак и осадив Казань принудили горожан сдаться и дать клятву на верность русскому Государю.
В 1531 году стоял вторым воеводой с царём Шигалеем "на Севере на Клевене", откуда послан первым воеводою Сторожевого полка судовой рати к Казани.

#### Служба Ивану Грозному
Во времена малолетства Ивана IV Васильевича Грозного находился в числе 20 бояр, составляющих Боярскую думу.  В 1534 году наместник в Новгород-Северском, откуда указано ему идти на случай неприятельского нападения и быть первым воеводой "за городом".
В 1536 году ходил в Великое княжество литовское. В этом же году при основании крепости Велиж под Торопцом находился там с прочими воеводами первым воеводою "береженья для", после чего снова ходил в Литву, выжег предместья Витебска и привёл оттуда большое количество пленных.
В 1537 году сперва второй воевода во Владимире, а в июле связи с "казанской угрозой" стоял под Муромом "за городом".
В октябре 1538 года отправлен из Мурома во Владимир, где командовал полком правой руки. В этом же году упомянут первым воеводой войск в походе на Литву.
Умер († 1541).

## Семья
Оставил пятерых сыновей:
- Князь Барбашин Иван Иванович — в марте 1545 года первый воевода первого Ертаульного полка в Казанском походе. В апреле 1549 года первый воевода одиннадцатого Передового полка в шведском походе.
- Князь Барбашин Пётр Иванович — в 1551 году записан в третью статью московских детей боярских и сказано, что он принял постриг с именем Перфилий.
- Князь Барбашин Андрей Иванович — известен по родословным.
- Князь Барбашин Никита Иванович  — в 1545 году первый воевода войск левой руки в Казанском походе.
- Князь Барбашин Василий Иванович [2] — опричник, голова и воевода.

## Критика
П.Н. Петров в "Истории родов русского дворянства" показывает дату смерти князя Ивана Ивановича — 1544 год.